# Love Letter (álbum de R. Kelly)
Love Letter é o décimo álbum de estúdio do cantor americano R. Kelly, lançado oficialmente em 4 de dezembro de 2010 pela gravadora Jive Records. Sendo inteiramente escrito e produzido por Kelly. Love Letter, traz de maneira contemporânea influências clássicas da soul music além do romantismo de sempre.
O álbum estreou no número seis nos EUA, segundo a Billboard, vendendo 154.000 cópias em sua primeira semana. Atingindo números respeitáveis, dois singles se destacaram neste segmento (R & B / Hip-Hop). Após a sua estréia, Love Letter recebeu críticas positivas de especialistas, que elogiaram Kelly por suas composições.
Love Letter é uma homenagem de R. Kelly ao clássico soul music dos anos 1960, 1970, 1980. Sendo fortemente inspirado por artistas como: Marvin Gaye, Jackie Wilson, Donny Hathaway, Sam Cooke, Michael Jackson, e Stevie Wonder.

## Faixas
Todas as canções foram escritas e produzidas por R. Kelly
| N.º | Título                                          | Duração |  |
| 1.  | "Love Letter"                                   | 0:49    |  |
| 2.  | "Love Letter"                                   | 4:49    |  |
| 3.  | "Number One Hit"                                | 4:24    |  |
| 4.  | "Not Feelin’ the Love"                          | 3:34    |  |
| 5.  | "Lost in Your Love"                             | 4:34    |  |
| 6.  | "Just Can’t Get Enough"                         | 3:10    |  |
| 7.  | "Taxi Cab"                                      | 4:00    |  |
| 8.  | "Radio Message"                                 | 3:50    |  |
| 9.  | "When a Woman Loves"                            | 5:10    |  |
| 10. | "Love Is" (com K. Michelle)                     | 3:24    |  |
| 11. | "Just Like That"                                | 3:19    |  |
| 12. | "Music Must Be a Lady"                          | 4:35    |  |
| 13. | "A Love Letter Christmas"                       | 5:44    |  |
| 14. | "How Do I Tell Her?"                            | 4:20    |  |
| 15. | "You Are Not Alone" (Tributo a Michael Jackson) | 4:29    |  |

| Bônus |                              |         |  |
| N.º   | Título                       | Duração |  |
| 16.   | "Fallin' Hearts"             | 4:30    |  |
| 17.   | "Butterfly"                  | 4:38    |  |
| 18.   | "Relief"                     | 3:27    |  |
| 19.   | "When a Woman Loves" (Remix) | 2:30    |  |

## Créditos
- Akua Auset - Maquiagem
- Ann Carli - Consultor
- DJ Wayne Williams - Comercial
- Rodney East - Teclados
- Meghan Foley - Direção de arte, Design
- Andy Gallas - Assistente
- Abel Garibaldi - Mixagem, Programação
- Serban Ghenea - Mixagem
- John Hanes - Mixagem
- R. Kelly - Vocais, Compositor, Produtor
- Gregg Landfair - Guitarra
- Susan Linss - Cenografia
- Donnie Lyle - Guitarra, Baixo, Diretor musical
- Jeff Meeks - Engenharia de áudio, Programação
- Ian Mereness - Engenharia de áudio, Mixagem, Programação
- K. Michelle - Vocais
- Jackie Murphy - Diretor de criação
- Chiquita Oden - Grooming
- Herb Powers Jr. - Masterização
- Tim Roberts - Assistente de mistura
- April Roomet - Estilista
- Randee St. Nicholas - Fotografia